# Almandin
Almandin je jeden z nejběžnějších granátů. Jeho vzorec je Fe 2+
3 Al2(SiO4)3. Jméno se vztahuje k lokalitě a starověké brusírně drahokamů Alabanda v Turecku, kde tento minerál nejen těžili, ale i zpracovávali. Toto jméno ustanovil roku 1546 Georgius Agricola.

## Vznik
V regionálně metamorfovaných horninách typu chloritických břidlic, rul a svorů. Vzniká v magmatických horninách jako jsou granity a především v pegmatitech. Můžeme ho nalézt také v rozsypech.

## Vlastnosti
- Fyzikální vlastnosti: Tvrdost 7 až 7,5, krystaly dokonale vyvinuté, hustota 4,313 g/cm³, štěpnost chybí, lom lasturnatý.
- Optické vlastnosti: Barva od tmavě fialově hnědočervené až po sytě červenou. Lesk skelný, průhlednost: průhledný, průsvitný, vryp bílý.
- Chemické vlastnosti: Složení: Fe 33,66 %, Al 10,84 %, Si 16,93 %, O 38,57 %, s příměsí manganu a hořčíku. Je rozpustný v HF, není radioaktivní.

## Využití
Čisté a veliké kusy se většinou brousí jako drahý kámen. Může se používat také jako abrazivní materiál

## Odrůdy

### Rhodolit
Rhodolit má 30% podíl almandinové složky a 70% podíl pyropové složky, tudíž se spíše řadí jako odrůda pyropu. Ovšem hodnota almandinové složky není zanedbatelná, takže se někdy může uvádět také jako odrůda almandinu.

### Asterický granát
Asterický granát je velmi vzácnou odrůdou almandinu. Na přímém světle nebo pod umělým osvětlením se ve vybroušeném kameni objevuje mihotavá čtyřramenná nebo i šestiramenná hvězda. Tento optický efekt je způsoben přítomností mikroskopických jehliček rutilu, na nichž se láme světlo. Je nejčastěji neprůhledný, tmavě hnědočervené až téměř černé barvy. Nejznámější naleziště jsou v USA a to v Idaho, kde byl vyhlášen národním drahým kamenem.

## Výskyt
- Česko - veliké krystaly v pegmatitech z lokality Přibyslavice. Krásné vyvinuté krystaly ve svorech z lokality Zlatý chlum.
- Ötztal, Rakousko
- Jaipur, Indie - brusný materiál
- Išikawa, Japonsko - až 15 cm veliké krystaly